# Rue du Chairedon
La rue du Chairedon (en occitan : carrièra del Chai Redond) est une voie de Toulouse, chef-lieu de la région Occitanie, dans le Midi de la France.

## Situation et accès

### Description
La rue du Chairedon est une voie publique. Elle se trouve dans le quartier Saint-Cyprien.
Elle naît perpendiculairement à la rue des Teinturiers, face à l'impasse du même nom. Longue de 113 mètres, elle est orientée au nord. Elle reçoit à droite après 65 mètres les deux rues du Pont-Vieux et de la Laque, puis se termine 48 mètres plus loin en s'élargissant pour déboucher sur la place Hippolyte-Olivier.
La chaussée compte une seule voie de circulation automobile en sens unique de la rue des Teinturiers vers la place Hippolyte-Olivier. Elle appartient, entre la rue des Teinturiers et la rue de la Laque, à une zone de rencontre et la vitesse y est limitée à 20 km/h puis, entre la rue de la Laque et la place Hippolyte-Olivier à une aire piétonne. Il n'existe pas de piste, ni de bande cyclable, quoiqu'elle soit à double-sens cyclable.

### Voies rencontrées
La rue du Chairedon rencontre les voies suivantes, dans l'ordre des numéros croissants (« g » indique que la rue se situe à gauche, « d » à droite) :
1. Rue des Teinturiers
2. Rue du Pont-Vieux (d)
3. Rue de la Laque (d)
4. Place Hippolyte-Olivier

## Odonymie
Le nom de la rue est ancien, puisqu'il est déjà connu au XVe siècle – il se retrouvait aussi pour la place à laquelle elle aboutit au nord. L'origine n'en est pas moins obscure : elle se rapporte peut-être à une cave ou un chai rond (chai redond en occitan), sans qu'on puisse l'expliquer.
Au XVIe siècle, c'était aussi la rue Saint-Michel. Au XVIIIe siècle, on la désignait également comme la rue des Teinturiers, comme une rue voisine, à cause de la présence de ces artisans dans le faubourg Saint-Cyprien. C'était, enfin, la rue des Maltaises : leur couvent des religieuses hospitalières de Saint-Jean-de-Jérusalem, dites « maltaises », se trouvait à l'angle de la rue des Teinturiers (emplacement de l'école élémentaire Lespinasse, actuel no 3). En 1794, pendant la Révolution française, on lui attribua le nom de rue Cahuzac, en mémoire de Pierre Cahuzac, maçon du faubourg Saint-Cyprien injustement condamné à mort et pendu par les parlementaires à la fin du XVIIIe siècle : cette nouvelle appellation ne subsista cependant pas. Finalement, c'est en 1834 que la rue prit officiellement et définitivement son nom actuel.

## Patrimoine et lieux d'intérêt

### Établissements scolaires
- no  2 : manufacture de cierges et bougies Bernady ; lycée professionnel privé Jasmin Coiffure[6].

- no  3 : école élémentaire Lespinasse. 
Au XVIIe siècle, l'emplacement est occupé par le couvent des Hospitalières de Saint-Jean-de-Jérusalem, ou Dames maltaises, qui comprend une église, un cloître et un jardin. Leur congrégation est dispersée à la Révolution française[7]. En 1862, l'école Lespinasse est établie à l'angle des rues du Chairedon et des Teinturiers (actuels no 4 bis et 4 ter). Elle est nommée en l'honneur de Louis-Nicolas de Lespinasse (1734-1808), peintre, dessinateur et graveur, dont le buste en bronze a été réalisée par le fondeur d'art Louis Roques[8]. 
L'école est reconstruite dans les années 1950 dans un style moderne, en béton enduit[9].

### Immeuble et maison
- no  10 : immeuble (première moitié du XIXe siècle)[10].
- no  12 : maison Raoul (1936)[11].